# Жданов, Олег Владимирович
Олег Владимирович Жданов (укр. Жданов Олег Володимирович; род. 30 марта 1966, Дрезден, ГДР) — полковник запаса ВСУ, блогер, журналист, украинский военный аналитик.

## Биография
Родился 30 марта 1966 года в городе Дрезден.
В 1987 году окончил Хмельницкое высшее артиллерийское командное училище. С 1987 по 1992 год служил в Группе советских войск в Германии в городе Борна. С 1992 года по 1999 год проходил службу в 331-м самоходно-артиллерийском полку (город Перечин Закарпатской области) 128-й гвардейской механизированной дивизии 38-го армейского корпуса Прикарпатского военного округа, а в 1997 году и по 1999 год Жданов преподавал в Национальной академии обороны Украины.
С 1999 по 2004 год работал в Главном управлении ракетных войск и артиллерии.
В 2004 году служил в Главном оперативном управлении Генерального штаба Вооруженных Сил Украины.
В 2007 году в звании полковника уволился в запас.
В 2015 году баллотировался в Киевский областной совет 7-го созыва от объединения «Самопомощь», но избран не был.

### Журналистская деятельность
С 2016 года часто пишет статьи в украинской, российской, белорусской и иракской прессе.

#### Телевидение
После начала Вторжения России на Украину часто выступает военным экспертом на различных украинских телеканалах, в частности на 1+1, в программе ТСН, ICTV, 24 канал. Выступает в телемарофоне «Единые новости», как военный эксперт.

### Ютуб
Открыл собственный ютуб-канал, на котором выпускает видео с аналитикой военных действий, где имеет 964 тысячи подписчиков, отрывки из этих видео используют другие ютуб-каналы и украинские телеканалы.

## Семья
С 1987 года женат на Людмиле Ждановой. Она занимает должность директора по стратегическому развитию в издательском доме «Здоровье Украины». Сын Владимир — предприниматель-кондитер.